# Кисельов Сергій Олександрович
Сергій Олександрович Кисильов (біл. Сяргей Аляксандравіч Кісялёў; народився 5 травня 1978 у м. Горький, СРСР) — білоруський хокеїст, лівий нападник. 
Виступав за «Торпедо» (Нижній Новгород), «Мотор» (Заволжя), «Хімік» (Воскресенськ), «Олімпія» (Кірово-Чепецьк), «Динамо» (Мінськ), ХК «Дмитров», ХК «Бєлгород», «Кристал» (Саратов), «Хімволокно» (Могильов).